# Muntmeter

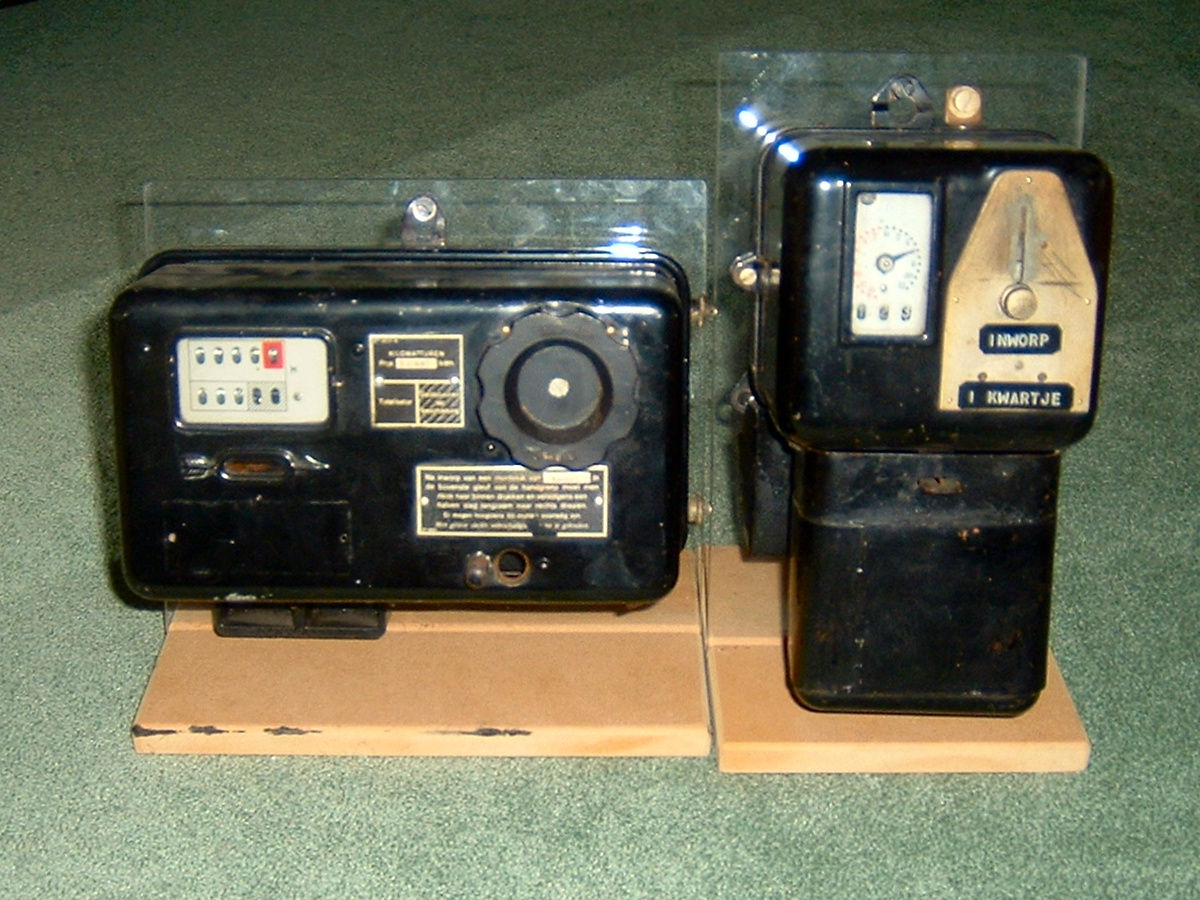
Links: kilowattuurmeter voor inworp van elektriciteitspenning; rechts: tijdklok waarin kwartjes werden ingeworpen.

Een muntmeter is een automaat die in werking wordt gezet door de inworp van munten en/of penningen. Betaling geeft gedurende een bepaalde tijd of voor een bepaalde hoeveelheid recht op afname van een product of gebruik van een dienst.
Voorbeelden:
- parkeermeter
- douche-automaat op campings en in jachthavens
- munttelefoon
- kilowattuurmeter met inworp van munten of elektriciteitspenningen
- gasmeter met inworp van gaspenningen.